# Air Creebec
Air Creebec Inc. es una aerolínea regional canadiense que mayormente opera del lado polar de Canadá en los estados de Quebec y Ontario.

## Historia
La aerolínea se estableció en junio de 1982 y comenzó a operar el 1 de julio de 1982. En ese momento, la tribu indígena Cree poseía el 51 % de la compañía y Austin Airways Limited poseía el 49 % restante. En 1988, los Cree compraron todos los activos de la aerolínea en el acuerdo comercial más grande hasta esa fecha realizado por cualquier grupo aborigen en Canadá, lo que hizo que Air Creebec fuera propiedad en su totalidad de los Cree.
El 23 de marzo de 2012, Air Creebec suspendió su servicio al Aeropuerto de La Grande Rivière.

## Programa de socios
La aerolínea ofrece puntos de recompensa Aeroplan, tanto para acumular como para canjear.